# Seán Fallon (homme politique)
Pour les articles homonymes, voir Seán Fallon.
Seán Fallon (26 septembre 1937 – 4 juillet 1995) est un homme politique irlandais, membre du Fianna Fáil. Il est élu au niveau national pour la première fois en 1981, pour le 15e Seanad, par le panel de l'industrie et du commerce, il est ensuite réélu lors des élections suivantes jusqu'à sa mort en 1995. Il est Cathaoirleach (président) du Seanad Éireann (chambre haute du parlement) de 1992 à 1995.